# Ulisses Pereira Chaves
Ulisses Pereira Chaves   (Caraí, 15 de maio de 1922 — Caraí, 26 de dezembro de 2006) foi um famoso escultor e ceramista brasileiro. Ulisses é tido como um dos maiores ceramistas Brasileiros do Séc. XX e um dos nomes mais citados na arte popular brasileira.  
Mestre Ulisses é reconhecido internacionalmente por suas esculturas representando seres fantásticos, figuras antropomórficas e zoomórficas. Sua obra é muitas vezes descrita como de caráter expressionista e surrealista, dados os temas e a forma como desenvolvia sua arte. 
Ulisses possuía uma relação espiritual com suas obras, não as compreendendo como objetos, mas como seres dotados de grande significado e "alma". São raras as fotografia de Ulisses, já que registros teria um efeito maléfico sobre o espírito de suas obras e sobre ele mesmo 
Dois dos filhos de Ulisses seguem o legado do pai: José Maria Alves da Silva e Margarida Pereira da Silva.